# 聊齋 (1996年電視劇)
《聊齋》 ，香港電視廣播有限公司古裝靈異奇幻電視劇，由港台兩地演員合演，於1996年3月18日至5月3日晚上7:05首播以國粵雙語播放，分六個單元，共35集，監製劉仕裕、周令剛，為無綫電視首套於所有集數首播時配上中文字幕的劇集，總製作費超過5000萬港元，是當時有史以來最大投資的港劇，本劇曾於1998年8月7日在明珠台作首次重播，逢星期五晚上8:30播放一集，並以粵英雙語播放，及後於2003年、2008年、2009年、2012年、2024年重播部分單元。

此劇播出後全劇共得到29點收視率，在1996年全年十大港劇中排名第8位。

## 原著
劇集改編自清人蒲松齡的短篇小說集《聊齋志異》，六個單元及其播映順序為：
| 單元故事 | 短篇小說改編                                       | 集數次序（集數）    | 首播日期               | 翡翠台重播年份 |
| 流光情劫 | 「魯公女」《聊齋誌異‧卷三》                          | 第1-5集（共五集）   | 1996年3月18日至3月22日 | 2012年         |
| 俠女田郎 | 「俠 女」《聊齋志異‧卷二》 「田七郎」《聊齋誌異‧卷四》 | 第6-10集（共五集）  | 1996年3月25日至3月29日 | 2012年         |
| 古劍幽靈 | 「金生色」《聊齋誌異‧卷五》                          | 第11-15集（共五集） | 1996年4月1日至4月5日   | 2003年         |
| 狐仙報恩 | 「小 翠」《聊齋誌異‧卷七》                           | 第16-20集（共五集） | 1996年4月8日至4月12日  | 2008年         |
| 翁婿鬥法 | 「長 亭」《聊齋誌異‧卷十》                           | 第21-25集（共五集） | 1996年4月15日至4月19日 | 2009年         |
| 秋月還陽 | 「伍秋月」《聊齋誌異‧卷五》                          | 第26-35集（共十集） | 1996年4月22日至5月3日  | 2009年，2024年 |

## 演員表

### 單元一：流光情劫（第1-5集）
| 演員 （配音員）   | 角色             |
| 翁家明 （招世亮） | 張於旦           |
| 楊麗菁 （盧素娟） | 魯金采／盧含珠   |
| 曹 眾 （陸惠玲）  | 游鳳紋           |
| 陳嘉輝            | 鹿王三太子       |
| 陳珮珊            | 小 翠            |
| 薛 漢 （陳曙光）  | 慧通大師         |
| 陳鴻烈 （林國雄） | 沈 叔            |
| 孫季卿            | 天陀子           |
| 陳中堅            | 鹿 王            |
| 孫大龍            | 張於旦（十八歲） |
| 郭德信            | 戶 部            |
| 廖麗麗            | 戶部夫人         |
| 曹 濟             | 盧 安            |
| 王德芬 （沈小蘭） | 紅 兒            |
| 石                | 縣 令            |
| 黃文豪            | 少將軍           |
| 葉鎮華            | 阿 明            |
| 葉 勇             | 阿 政            |

與原著故事（魯公女）的不同
- 原著中，張於旦是一個書生，並不是大夫。
- 原著中，魯金采並不是因墮馬而死，而是病死，而魯金采的父親並沒有「喝鹿血」的習慣。
- 原著中，魯金采是死後才認識張於旦。
- 原著中，魯金采投胎前跟張於旦相約十五年後再見，並非劇中的十八年。
- 原著中並沒有鳳娘及鹿王三太子等人物。

### 單元二：俠女田郎（第6-10集）
| 演員 （配音員）   | 角色                     |
| 張兆輝            | 武承休                   |
| 錢小豪            | 田七郎                   |
| 楊麗菁 （盧素娟） | 劉木蓮                   |
| 曹 眾             | 素 月（武大爺夫人妹）    |
| 林其欣            | 武華氏（武承休夫人）     |
| 馮曉文            | 程 菊（素月婢女）        |
| 艾 威             | 李 應                    |
| 李國麟            | 林 二（帳房總管）        |
| 黃小龍            | 小 五                    |
| 梁玉瑾            | 蘇 蘇（田七郎妻）        |
| 陳莎莉            | 田 母                    |
| 陳鴻烈            | 嚴道生（御史大人）       |
| 郭政鴻            | 嚴 候（御史之子,少將軍） |
| 許文全            | 嚴 用                    |
| 陳榮峻            | 魏 明（捕頭）            |
| 王偉樑            | 皇 帝                    |
| 何璧堅            | 王掌櫃                   |
| 孫大龍            | 蔣 九                    |
| 邵卓堯            | 巴 利                    |
| 葉 勇             | 巴 魯                    |
| 鐵孟秋            | 于公公                   |
| 何璧堅            | 店 主                    |

與原著故事（田七郎）的不同
- 原著中並沒有素月、嚴候等人物，另劉木蓮角色改編自《聊斋志异‧卷二之俠女》，所以『俠女田郎』實則是兩個原著故事合編。
- 劇中的林二在原著中被稱為林兒，因為企圖私通武承休的兒媳未遂，被逼投靠御史，並誣蔑武承休私通兒媳，最後被田七郎所殺。

### 單元三：古劍幽靈（第11-15集）
| 演員 （配音員）   | 角色               |
| 翁家明 （招世亮） | 金生色（鐵面刑名） |
| 江淑娜            | 小 雯 （啞女）     |
| 李美鳳            | 木月琴             |
| 郭政鴻            | 木麻彪             |
| 馮素波            | 木夫人             |
| 譚一清            | 木英豪             |
| 江明輝            | 木 興              |
| 葉 勇             | 木 隆              |
| 李國麟            | 董 貴              |
| 程 篆             | 董 五              |
| 薛 漢             | 董必成             |
| 關 毅             | 金姥姥             |
| 艾 威             | 金生光             |
| 李麗麗            | 鴇 母              |
| 陳珮珊            | 桃 紅              |
| 可 心             | 妓女甲             |
| 陳向塋            | 妓女乙             |
| 陳榮峻            | 王 雄              |
| 黃澤鋒            | 劉仕虎             |
| 鐵孟秋            | 俞繼榮             |
| 葉鎮華            | 惡 僕              |
| 黃小龍            | 徐 明              |
| 羅雪玲            | 虞美珠             |
| 孫大龍            | 漁 夫              |
| 許文全            | 魏四全（大耳聾）   |
| 徐廣林            | 巡撫大人           |
| 華忠男            | 知州大人           |
| 邵卓堯            | 趙得柱             |
| 陳勉良            | 師 爺              |

與原著故事（金生色）的不同

### 單元四：狐仙報恩（第16-20集）
| 演員 （配音員）   | 角色               |
| 羅嘉良            | 王元豐             |
| 俞小凡 （沈小蘭） | 小 翠/鍾月眉       |
| 黃文豪 （陳欣）   | 王國英             |
| 陳鴻烈 （林國雄） | 王太常（王元豐父） |
| 陳莎莉            | 王夫人（王元豐母） |
| 鄒 靜 （林元春）  | 王玉芝（王元豐妹） |
| 李麗麗            | 虞 氏              |
| 鐵孟秋            | 王給諌             |
| 關 毅             | 劉媒婆             |
| 江明輝            | 喜 兒              |
| 李龍基            | 毛松年（毛相國）   |
| 關 菁 （張炳強）  | 玉虛道長           |
| 羅雪玲            | 胖 兒              |
| 許文全            | 王 非              |
| 馮素波            | 王曹氏             |
| 林其欣            | 五姨太             |
| 陳榮峻            | 祁 和              |
| 葉鎮華            | 大 猛              |
| 程 箓             | 二 橫              |
| 薛 漢             | 鍾太史             |
| 陳寶靈            | 新 娘              |
| 鄧煜榮            | 新娘父親           |
| 陳鳳冰            | 新娘母親           |
| 陳勉良            | 劉 彪              |
| 邵卓堯            | 左將軍             |
| 華忠男            | 右將軍             |
| 梁明華            | 大 臣              |
| 凌 漢             | 大 臣              |
| 朱祖權            | 陳 龍              |
| 張榮祥            | 魏 虎              |
| 鄭栢麟            | 袁 忠              |
| 陳嘉輝            | 皇 帝              |
| 何美好            | 皇 后              |
| 溫雙燕            | 太 后              |
| 蔡劍雪            | 嬪 妃              |
| 郭 金             | 嬪 妃              |
| 郭卓樺            | 兵 頭              |

與原著故事（小翠）的不同
- 原著中並沒有毛松年、王玉芝、玉虛道長及王國英等人物。
- 原著中並沒有搶奪新娘及拯救皇上等環節。

### 單元五：翁婿鬥法（第21-25集）
| 演員 （配音員）   | 角色          |
| 黃文豪 （陳欣）   | 石大璞/五師兄 |
| 俞小凡 （沈小蘭） | 長 亭         |
| 李龍基            | 王道士        |
| 葉鎮華            | 大師兄        |
| 葉 勇             | 二師兄        |
| 孫大龍            | 三師兄        |
| 黃澤鋒            | 四師兄        |
| 程 篆             | 六師兄        |
| 王俊琴            | 高桂枝        |
| 凌禮文            | 高員外        |
| 劉桂芳            | 高夫人        |
| 華忠男            | 高管家        |
| 陳鴻烈 （林國雄） | 翁老兒        |
| 馮曉文 （陸惠玲） | 紅 亭         |
| 陳珮珊            | 小 燕         |
| 艾 威             | 花花太歲      |
| 李麗麗            | 翁姥姥        |
| 薛 漢             | 石老爹        |
| 關 毅             | 石老娘        |
| 黃小龍            | 石大珪        |
| 樊奕敏            | 石小英        |
| 戴耀明            | 亞 德         |
| 溫文英            | 亞 根         |
| 郭 金             | 狐 婢         |

與原著故事（長亭）的不同
- 原著中，翁長亭及翁紅亭是同母所生，不是半人半狐。
- 原著沒有小燕、石大珪兩人物。
- 紅亭在原著是嫁給山西境内姓赵乡绅家的兒子，而非狐王大帝。

### 單元六：秋月還陽（第26-35集）
| 演員 （配音員）   | 角色        |
| 羅嘉良            | 王 鼎       |
| 俞小凡 （沈小蘭） | 伍秋月      |
| 譚一清            | 船 家       |
| 鐵孟秋 （盧國權） | 老葫蘆      |
| 薛 漢 （陳曙光）  | 悟 明       |
| 李國麟            | 縣令/彭判司 |
| 陳勉良            | 師 爺       |
| 邵卓堯            | 一支梅      |
| 葉鎮華            | 長臂熊      |
| 徐廣林            | 大鐵牛      |
| 許文全 （黃子敬） | 王 安       |
| 艾 威             | 八爪魚      |
| 陳鴻烈 （林國雄） | 王 鼐       |
| 林其欣            | 柳 氏       |
| 黃小龍            | 小柱子      |
| 鄒 靜             | 春 花       |
| 樊亦敏            | 袁圓圓      |
| 陳榮峻            | 屠老二      |
| 陳建軍 （陳永信） | 蒜頭大      |
| 劉 丹             | 伍 員       |
| 郭政鴻            | 大頭鬼      |
| 黃澤鋒            | 三眼鬼      |
| 李麗麗            | 十面尼      |
| 戴少民            | 王 成       |
| 李衛民            | 年青伍員    |
| 郭 金             | 錢素娥      |
| 馮曉文            | 冬 梅       |
| 鄭家生            | 閻羅王      |
| 何浩源            | 趙鬼捕      |
| 華忠男            | 胖 子       |
| 馮素波            | 婦 人       |

與原著故事（伍秋月）的不同
- 原著中並沒有袁圓圓、十面尼、八爪魚、屠彪、老葫蘆及彭縣令等人物。
- 原著中並沒有講述《易經》的環節。
- 王鼎之兄王鼐乃是江北名士，並不是像劇中所說，既是江北名士又是一個著名的算命先生。
- 原著並沒有提及王鼎五行火旺，不宜娶妻，強行娶妻會令其妻非死則傷；而原著中王鼐替他的弟弟選擇了一個配偶，但未入門就早殤。
- 原著並沒有太多提及伍秋月的父親，不知道伍秋月的父親是不是地府判司。
- 原著中，秋月還陽並不需要王鼎焚燒自己祖上的靈牌。
- 和劇中的主旨不同，原著主要借王鼐被捉回陰間受虐打，及王鼎在殺死兩個行兇的鬼差，伍秋月隨後被捉後所受的遭遇，暗示當時社會中，衙役魚肉一般百姓的兇狠。
- 王鼎在原著結局中，日夜誦經，十分虔誠，以求減低自己的罪孽，不同於劇中成為一代易學大師。

## 製作特輯
- 此劇的製作特輯名為《幻影仙蹤話聊齋》，於1996年3月17日（星期日）在翡翠台晚上21:30-21:55播出，內容主要介紹此劇的拍攝製作過程和花絮。
- 1998年8月3日（星期一）在明珠台晚上23:05-23:30重播此劇的製作特輯，名為《聊齋﹕製作特輯》，其後於1998年8月7日（星期五）重播此劇，逢星期五晚上20:30-21:30播放一集，並以粵英雙語播放，對一部港劇來說，在英文台播出真是非常難得，此劇繼《西遊記》在1998年1月於明珠台播出後，第二部在明珠台播出的港劇。

### 軼事
- 繼1995年的《包青天》後，此劇為港台兩地合作拍攝的電視劇。

## 影碟發行
以下影碟發行由電視廣播(國際)有限公司授權：
香港發行代理商現代音像(國際)有限公司於2003年推出發行了《聊齋之流光情劫》《聊齋之俠女田郎》《聊齋之秋月還陽》VCD影碟零售版本，每套影碟將已播放的此三個單元，製作成每個單元3隻碟作為片段完整及無刪剪版本，每隻碟跟電視劇的每集片長約60分鐘一樣，設有粵語及國語發音版本並配上繁體中文字幕。

## 外部連結
- 聊齋的Facebook專頁
- 《聊齋》 GOTV 第1集重溫